# Rio Ixtacapa
Rio Ixtacapa é um rio centro-americano da Guatemala.